# Brouwerij Tuborg

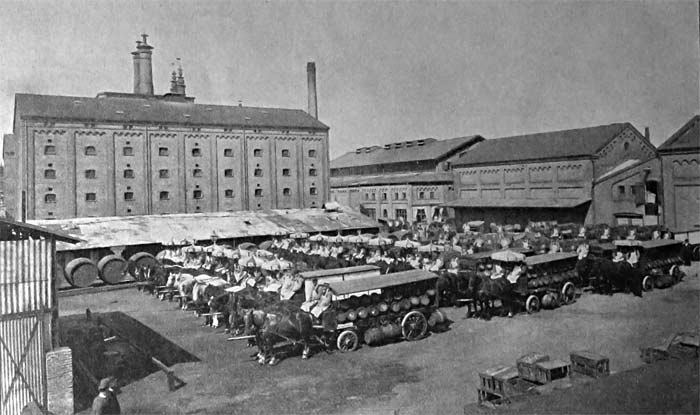
Bierwagens bij het 25-jarig jubileum

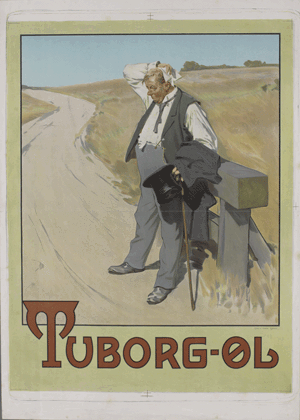
"De dorstige man", een reclameposter van Erik Henningsen voor Tuborg (1900)

Brouwerij Tuborg is een Deense brouwerij, die in 1873 gesticht werd door Philip W. Heyman en Carl Frederik Tietgen. Sinds 1970 maakt het deel uit van Carlsberg. De brouwerij werd gesticht in Hellerup, een voorstadje van Kopenhagen.

## Beschrijving
A/S Tuborgs Fabrikker werd op 13 mei 1873 in Hellerup opgericht door een groep zakenlieden, met Philip W. Heyman als initiatiefnemer. Partner Tietgen was zeer bekend in de financiële kringen en had vooral een rol in het bijeenkrijgen van het geld voor de plannen. Op 13 juli 1875 kwamen de eerste bieren op de markt. Tuborg produceerde in eerste instantie lagerbier voor de Deense markt. Het begin was moeizaam, de export van bier wilde niet van de grond komen en Heyman eiste het ontslag van de directeur. Dit leidde tot een conflict met Tietgen dat resulteerde in het vertrek van Heyman uit het bestuur, maar niet als aandeelhouder.
Er volgde een reorganisatie en er werden nieuwe investeringen gedaan, er was geen ruimte om dividend uit te keren hetgeen leidde in een gespannen relatie met de aandeelhouders. Heyman en zijn mede aandeelhouders eisten in 1880 opnieuw het ontslag van de directeur wegens incompetentie. Deze keer kreeg hij zijn zin, en ook Tietgen bood zijn ontslag aan. Heyman werd benoemd tot bestuursvoorzitter. Activiteiten die weinig met de bierproductie hadden te maken werden afgestoten en Heyman wist de export te promoten. De thuismarkt was echter de belangrijkste groeimarkt.
Tuborg was ook bottelaar. Andere brouwerijen verkochten hun bier in vaten en tussenhandelaren deden vervolgens het bier in flessen met hun eigen etiket. Tuborg sloeg deze tussenstap over, dit was hygiënischer en het bier kreeg eenzelfde etiket hetgeen zorgde voor een uniforme uitstraling en naamsbekendheid.
De brouwerij nam deel aan de Wereldtentoonstelling van 1881 (Malmo) en won de zilveren medaille. Ook namen ze deel aan de Wereldtentoonstelling van Antwerpen. In 1885 had de brouwerij een productie van 75.000 hectoliter.
In 1893 stierf Heyman en hij werd opgevolgd door zijn schoonzoon Benny Dessau. De brouwerij fuseerde in 1894 met United Breweries en vervolgens ging het in 1903 een samenwerkingsverband aan met Carlsberg. Beide bedrijven bleven onafhankelijk maar stemden investeringen af, bouwden gezamenlijke nieuwe brouwerijen en distributiecentra en deelden in de winst, maar Carlsberg mocht geen witbier maken. Tot slot werd een fusie voorzien in het jaar 2000. In 1931 richtte Dessau de Tuborg Foundation op ter herdenking van het 40 jaar bestaan. Benny Dessau overleed in 1937. Hij werd opgevolgd door Herbert Jerichow.
Veel eerder dan afgesproken werd in 1970 United Breweries overgenomen door Carlsberg. In 1969 produceerden Carlsberg en Tuborg samen zes miljoen hectoliter bier en mineraalwater. Carlsberg exporteerde in dat jaar 825.000 hl en Tuborg 550.000 hl bier. Samen waren ze goed voor 95% van de Deense bierproductie.
In 1979 werd de productie uitgebreid in Fredericia met een nieuwe, grote en moderne brouwerij. In 1985 legden de werknemers van Tuborg en Carlsberg voor twee maanden het werk neer om gedwongen ontslagen te voorkomen. Het tekort aan bier werd vooral opgevuld door Duitse bierbrouwers. In 1996 werd het laatste bier gebrouwen in Hellerup. Op het oude brouwerijterrein is een nieuwe wijk ontstaan met woningen, kantoren, winkels, een school en jachthaven. Een handvol oude gebouwen zijn behouden en hebben een herbestemming gekregen.

## Etymologie
De naam Tuborg komt van de naam "Tuesborg" (kasteel van Thues), wat vanaf 1690 de naam van een herberg was, die in de omgeving van de brouwerij stond. Deze naam bleef behouden in de lokale plaatsnamen "Lille Tuborg" en "Store Tuborg" en werd uiteindelijk de naam van de brouwerij die op die plek opgericht werd. De straat Tuborgvey in Kopenhagen is genoemd naar de brouwerij Tuborg en is de straat waar de oorspronkelijke brouwerij stond.

## Activiteiten
Tegenwoordig produceert Tuborg bier voor de export en maakt het diverse producten voor binnen- en buitenland. In 2008 kondigde Tuborg aan samen te gaan werken met Reading en Leeds Festivals en de belangrijkste "bierpartner" van het festival te worden; deze functie was eerder toebedeeld aan Carling. In 2009 werd een exclusieve overeenkomst gesloten met The Download festival om ook daar de officiële sponsor te worden.
Tuborg verkoopt een groot aantal biermerken in 31 landen onder de naam Tuborg, waaronder Tuborg Green, Tuborg Lemon, Tuborg Christmas beer, Tuborg Gold, Tuborg Red, Tuborg Twist en Tuborg Black. Tuborg Gold wordt veel verkocht in Denemarken en Zuid-Zweden. Tuborg Green is erg succesvol als merk in Oost-Europa, met name in Rusland, waar het merk het grootste internationale biermerk van het land is. Een deel van het succes van het merk is te danken aan de activiteiten die Tuborg ontplooit in de richting van muziekfestivals maar ook omdat het merk een van de eerste was die het zogenaamde ringdop-systeem lanceerde bij de flesjes. In Denemarken is Tuborg ook bekend door biermerken zoals Tuborg Red (het oudste merk) en verschillende frisdranken zoals Tuborg Squash met sinaasappelsmaak.